# Alias (banda)
Alias es un supergrupo canadiense de hard rock formado en 1988 en Toronto por el vocalista Freddy Curci y el guitarrista Steve DeMarchi provenientes de la banda Sheriff, junto a los músicos de la agrupación Heart, Roger Fisher, Steve Fossen y Mike DeRosier.
La banda lanzó su álbum debut en 1990, el cual alcanzó la certificación de oro en los Estados Unidos y de platino en Canadá, logrando entrar en las listas con la power ballad "More Than Words Can Say" (#1 Canadá, #2  Estados Unidos), "Waiting for Love" (#13) y "Haunted Heart" (#18 en los "Mainstream Rock Charts"). También produjeron y grabaron la canción "Perfect World" para la película Don't Tell Mom the Babysitter's Dead de Christina Applegate. Lanzaron su segundo trabajo discográfico en el 2009, titulado Never Say Never.

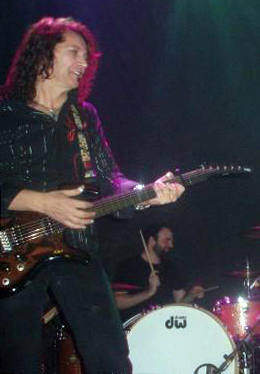
Steve Demarchi, guitarrista de Alias.

## Miembros
Actuales
- Freddy Curci - voz, teclado, guitarra (1988–1991, 2009-presente)
- Steve DeMarchi - guitarra (1988–1991, 2009-presente)
- Denny DeMarchi - teclados (2009-presente)
- Roscoe Stewart - guitarra (2014-presente)
- Wolf Hassel - bajo (2014-presente)
- Chris Sutherland - batería (2014-presente)

Miembros fundadores
- Roger Fisher - guitarra (1988–1991)
- Steve Fossen - bajo (1988–1991)
- Mike DeRosier - batería (1988–1991)
- Marco Mendoza - bajo (2009-2014)
- Larry Aberman - batería (2009-2014)
- Robert O'Hearn - teclados (2009-2014)

## Discografía

### Estudio
| Título          | Detalles                                                                              | Posición en las listas | Posición en las listas |
| Título          | Detalles                                                                              | DIN                    | US                     |
| --------------- | ------------------------------------------------------------------------------------- | ---------------------- | ---------------------- |
| Alias           | - Lanzamiento: 18 de junio de 1990 - Sello: Capitol/EMI Canada - Formatos: CD, casete | 31                     | 114                    |
| Never Say Never | - Release date: 3 de marzo de 2009 - Label: EMI Canada - Formats: CD, descarga        | —                      | —                      |